# Manpads

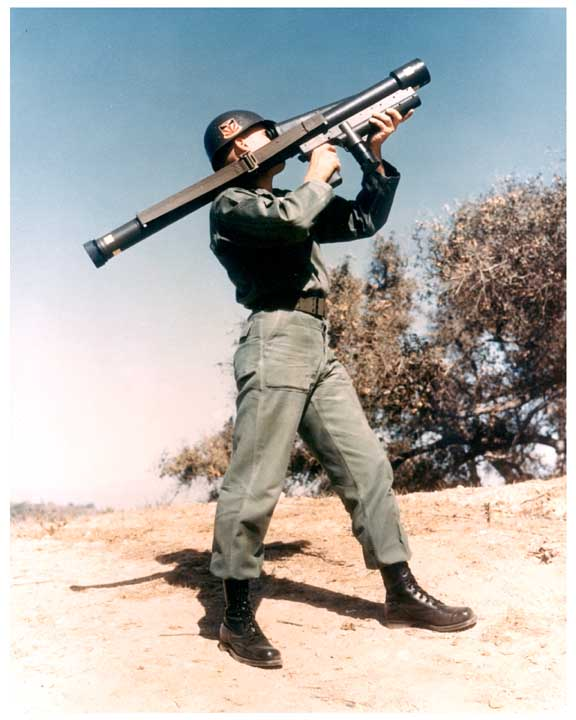
Een Amerikaanse militair met een Redeye.

Manpads is een acroniem voor man-portable air-defense system, een draagbaar luchtverdedigingssysteem.
Manpads zijn mobiele, zelfstandige vuurposten, die doorgaans uit weinig meer bestaan dan een lanceerbuis die op de schouder van de schutter rust, uitgerust met een luchtdoelraket. Manpads worden gebruikt tegen luchtdoelen op korte afstand (300 m tot enkele kilometers) en de raketten zijn infrarood-geleid.

## Gebruik
Manpads vormen tegenwoordig een van de grootste bedreigingen voor – vooral militaire – laagvliegende vliegtuigen en helikopters. Dit type luchtverdedigingssysteem is goedkoop, eenvoudig in gebruik, zéér mobiel en toch bijzonder efficiënt. Bijgevolg zijn deze Manpads wereldwijd in grote mate verspreid en vormen ze in de handen van terroristen een te duchten gevaar.
Wat manpads nog gevaarlijker maakt, is dat infraroodzoekende systemen niet detecteerbaar zijn tot op het moment dat de raket afgevuurd wordt, dit in tegenstelling tot bijvoorbeeld radar- of lasergeleide wapens.

### Tegen militaire doelen
- Op 27 februari 1991, tijdens de golfoorlog van 1990-1991, werd een F-16 van de Amerikaanse luchtmacht neergeschoten door een Igla-1.[1]
- Op 16 april 1996, tijdens operatie Deny Flight boven Bosnië en Herzegovina, werd een Sea Harrier van 801 Naval Air Squadron van de Britse marine, gebaseerd op vliegdekschip HMS Ark Royal, neergeschoten door een Igla-1.[2]
- Op 30 augustus 1995, tijdens operatie Deliberate Force, werd een Mirage 2000D van de Franse luchtmacht neergeschoten boven Bosnië door een 9K38 Igla raket die door de krijgsmacht van de Servische Republiek was afgeschoten.[3]
- Op 27 mei 1999, werden Anza Mk-II raketten gebruikt om Indiase vliegtuigen aan te vallen tijdens de Kargiloorlog. Een MiG-27 van de Indiase luchtmacht werd neergeschoten door de luchtverdedigingstroepen van het Pakistaanse leger.[4]
- Op 19 augustus 2002 werd een overbelade Mil Mi-26 helikopter geraakt door een Igla raket, waarna het in een mijnenveld bij de militaire basis van Khankala in de buurt van Grozny neerstortte. 127 Russische militairen kwamen om het leven.[5]
- Op 3 februari 2018 werd een Russische Soechoj Soe-25 met piloot Majoor Roman Filipov neegeschoten door een MANPADS boven een door rebellen gecontroleerd gebied in Syrië toen het luchtaanvallen uitvoerde boven de stad Saraqib.[6]

### Tegen burgerdoelen
- Het neerschieten van Air Rhodesia-vlucht 825 in 1978 is het eerste voorbeeld van een vliegtuig van de burgerluchtvaart dat door een MANPADS neergeschoten is. De piloot van het vliegtuig kon een gecontroleerde crashlanding maken.
- Air Rhodesia-vlucht 825 werd ook neergeschoten in februari 1979 door het revolutionaire volksleger van Zimbabwe middels een Strela 2 raket. Alle 59 passagiers en bemanningsleden kwamen om het leven.
- In 1993 werden tijdens de slag om Soechoemi binnen vier dagen vijf vliegtuigen van de burgerluchtvaart neergeschoten bij Soechoemi, Abchazië, Georgië. Hierbij kwamen 108 mensen om het leven.
- Lionair-vlucht LN 602 werd op 7 oktober 1998 neergeschoten door de Tamiltijgers langs de kust van Sri Lanka.
- Tijdens de aanslagen in Mombasa op 28 november 2002 werden twee Strela 2 luchtdoelraketten afgevuurd op een Boeing 757 terwijl het opsteeg vanaf Moi International Airport. De raketten misten hun doel en het vliegtuig vloog veilig door naar Tel Aviv met alle 271 passagiers.
- Op 22 november 2003 werd een Airbus A300B4-203F vrachtvliegtuig van DHL geraakt door een SA-14 raket waardoor het vliegtuig de hydraulische systemen verloor. De bemanning kon het beschadigde vliegtuig landen.
- Op 23 maart 2007 stortte een Iljoesjin Il-76 van TransAVIAexport neer buiten Mogadishu, Somalië. Ooggetuigen zeiden dat er direct voor het neerstorten van het vliegtuig een luchtdoelraket afgevuurd was. Dit wordt ontkend door Somalische ambtenaren.

## Voorbeelden

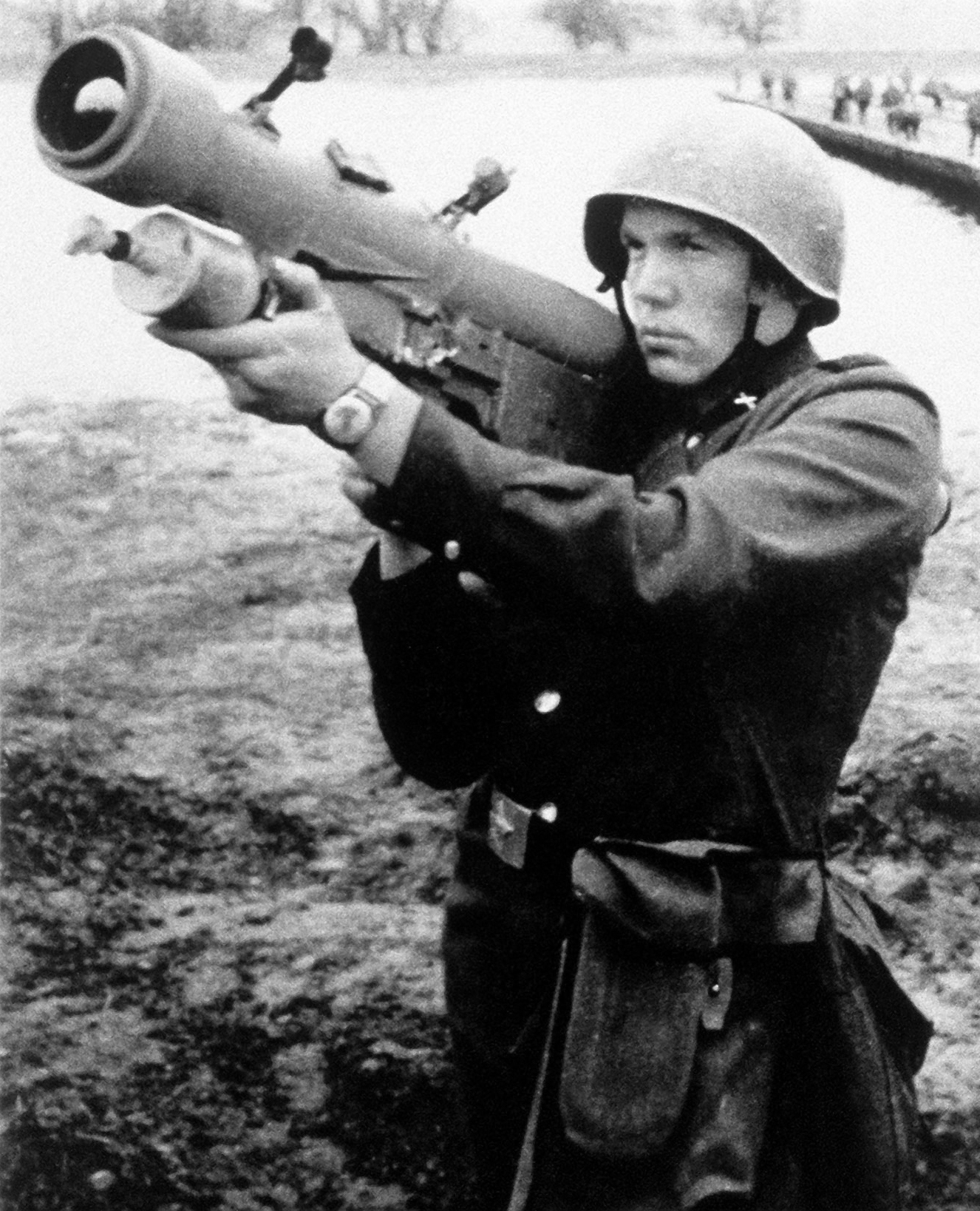
Een Sovjet-militair met een 9K32 Strela-2

China
- HN-5
- HN-6
- QW-1
- QW-11
- QW-11G
- QW-1A
- QW-1M
- QW-2
- QW-3
- FN-6
- TB-1

Frankrijk
- Mistral

India
- MPDMS
- VSHORAD

Iran
- Misagh-1
- Misagh-2
- Misagh-3
- Qaem

Japan
- Type 91

Pakistan
- Anza

Polen
- Grom
- Piorun

Roemenië
- CA-94

Sovjet-Unie/Rusland
- Strela-2
- Strela-3
- Igla
- Igla-M
- Igla-S
- Verba

Verenigd Koninkrijk
- Blowpipe
- Javelin
- Starburst
- Starstreak

Verenigde Staten
- FIM-43 Redeye
- FIM-92 Stinger

Zweden
- RBS 70

Zuid-Korea
- Chiron